# Стэм, Джессика
Джессика Стэм (англ. Jessica Stam; род. 23 апреля 1986 года) — канадская супермодель. Она входит в список моделей «Кукольные лица». В 2007 году вошла в список 15 самых высокооплачиваемых супермоделей мира по версии журнала Forbes, заработав в общей сложности 1,5 миллиона долларов за последний год.

## Биография
Джессика Стэм родилась в Кинкардине, Онтарио, помимо неё в семье ещё шесть мальчиков. Семья Стэм отличалась религиозностью, Джессика получила образование в Sacred Heart High School. В детстве мечтала стать дантистом. Её карьера началась после того, как её заметил представитель модельного агентства International Model Management agency.

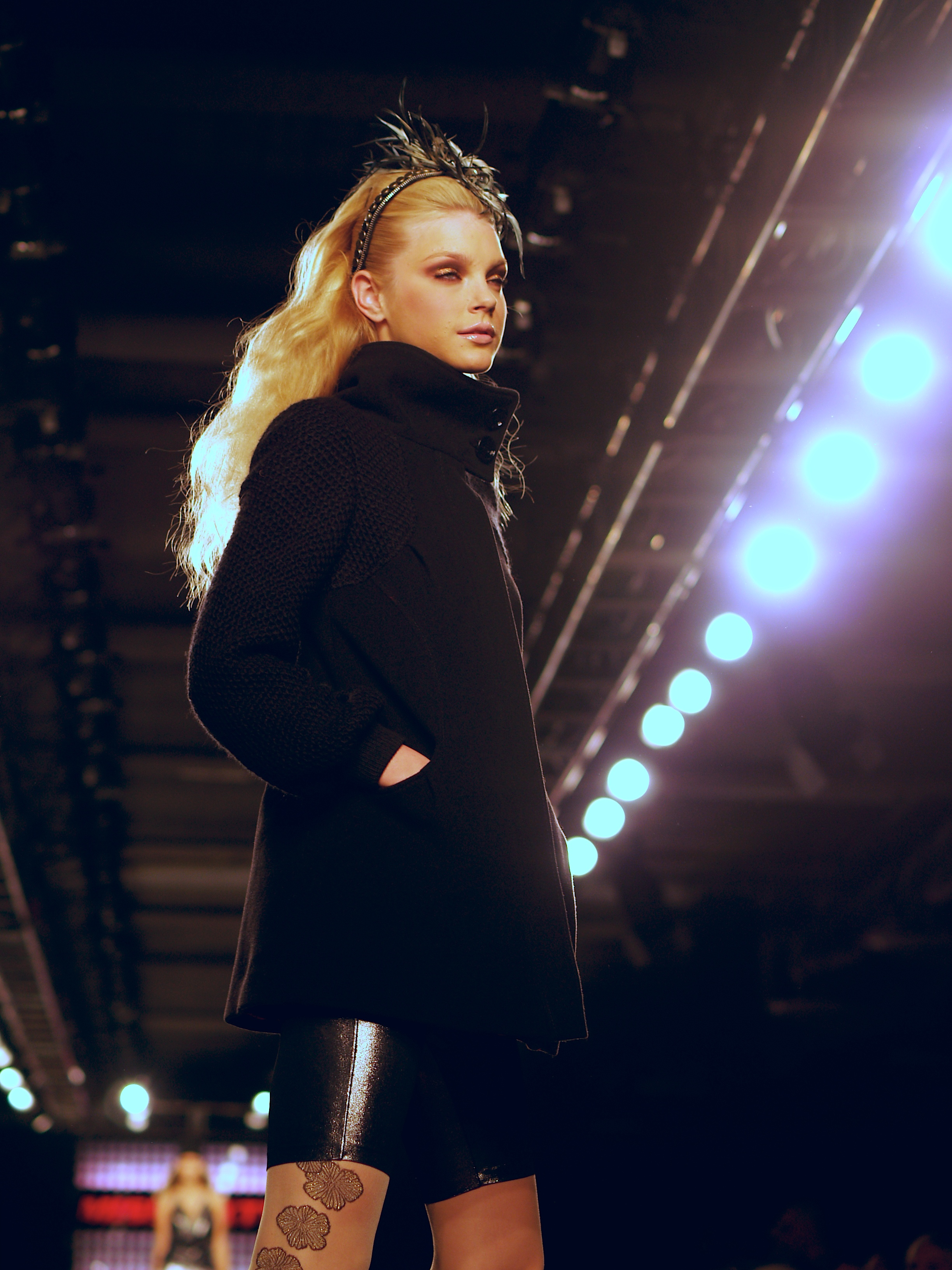
Джессика Стэм на Неделе моды в Нью-Йорке в 2007 году.

В 2002 году Стэм победила в конкурсе Los Angeles Model Look Search, после чего фотограф Стивен Майзель способствовал продвижению её карьеры и избрал её своей музой: Джессика появлялась в каждой рекламной кампании, автором которой выступал фотограф Вскоре фотографии Стэм появились на обложках британского и немецкого Vogue. Она также приняла участие в рекламе для Marc Jacobs, Anna Sui, Giorgio Armani, Vera Wang, Valentino, Miu Miu, Gucci, Prada, Dolce & Gabbana, Versace, Nina Ricci, Christian Dior, BCBG Max Azria, Lanvin, Roberto Cavalli, Bulgari, H&M и DKNY.
В 2004 году Джессика исполнила роль Orange Girl в короткометражном фильме «Agent Orange» режиссёра Тони Скотта. Марк Джейкобс создал сумку под названием The Marc Jacobs Stam, вдохновившись образом Стэм. В 2006 году она открывала дефиле для Victoria's Secret. На этом показе был продемонстрирован репортаж о фотосессиях «ангелов Victoria’s Secret», а также видео о том, что видит модель во время прохода по подиуму. Джессика участвовала в показе Victoria’s Secret в 2007 и 2010 годах. Согласно американскому журналу Forbes, в 2007 году она стала одной из 15 самых высокооплачиваемых моделей в мире, с заработком в 1.5 миллионов долларов.

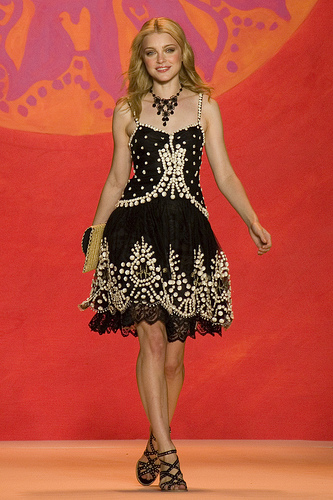
Стэм на показе Анны Суи 2009 года.

В марте 2009 года она снималась для обложки Numéro, в осенней кампании Fendi, снятой Карлом Лагерфельдом и стала лицом аромата Nina Ricci под названием Ricci Ricci.
Была лицом рекламной кампании Nina Ricci весна 2010 года. Стэм стала пробовать себя в дизайне, сначала сотрудничая с Rag & bone, а затем сотрудничая с Рэйчел Рой в разработке капсульной коллекции, состоящей из джинсов, сумки и кардигана для её лейбла Rachel Rachel Roy, запущенного в октябре 2011 года. Она появилась на обложке журнала Vogue Turkey, выпущенного в марте 2010 года.
В 2011 году Стэм была названа лицом косметической марки «CoverGirl», объединившись с визажистом Пэт Макграт для новой кампании бренда Lip Perfection.
В 2012 году Джессика сотрудничала с Many Hopes и Adopt Together, чтобы помочь приемным детям в США и беспризорным детям в прибрежной Кении. 30 мая 2013 года Стэм представляла организацию «Peacejam» в качестве посла на саммите социальных инноваций 2013 года.

## Личная жизнь
Стэм состояла в отношениях с Аароном Воросом и DJ AM. В 2017 году она родила дочь.